# Лугож
Лугож е град в югозападна Румъния, окръг Тимишоара.

## История
Града е основан през 1333 година.

## Население
Според преброяването от 2002 година, населението на града е 44 570 души (82,9% румънци, унгарци 9,6%, германци 2,9%, 2,4% цигани, 1,6% украинци).

## Побратимени градове
- Орлеан, Франция
- Йена, Германия
- Сексард, Унгария
- Ассос Лечайо, Гърция
- Ниспорен, Молдова
- Вършац, Сърбия
- Монополи, Италия